# 244-es busz (Budapest)
A budapesti 244-es jelzésű autóbusz az Örs vezér tere és a Centenáriumi lakótelep, Budapesti út között közlekedik, kizárólag munkanapokon. A vonalat a Budapesti Közlekedési Zrt. üzemelteti. A járműveket a Cinkotai autóbuszgarázs állítja ki. A Centenáriumi lakótelepen körforgalomként közlekedik a Mátyás király utca – Arany János utca – Margit utca – Futórózsa utca – Budapesti út – Mátyás király utca útvonalon. A 44-es busz is e két végállomás között közlekedik, azonban a 44-es a Veres Péter út – Baross Gábor utca útvonalon éri el a lakótelepet. A vonalra a Cinkotai autóbuszgarázs a Volvo 7700 Hybrid szóló, Volvo 7700A és Mercedes-Benz Conecto G NG csuklós típusú autóbuszokat, adja ki. A vonalon 9 és 14 óra között szóló buszok közlekednek.

## Története
2007. augusztus 21-én a 144-es busz helyett 244-es jelzésű buszt indítottak, mely a Csömöri úthoz nem tér ki, egész nap közlekedik és több megállóban áll meg.
2020. április 1-jén a koronavírus-járvány miatt bevezették a szombati menetrendet, ezért a vonalon a forgalom szünetelt. Az intézkedést a zsúfoltság miatt már másnap visszavonták, így április 6-ától újra a tanszüneti menetrend van érvényben, a szünetelő járatok is újraindultak.
2024. február 12-étől munkanapokon 20 óra után az autóbuszokra kizárólag az első ajtón lehet felszállni, ahol a járművezető ellenőrzi az utazási jogosultságot.

## Útvonala
| Örs vezér tere → Centenáriumi lakótelep → Örs vezér tere | Örs vezér tere → Centenáriumi lakótelep → Örs vezér tere |
| --- | -------------------------------------------------------- |
| Örs vezér tere M+H vá. – Füredi utca – Rákosi út – Mátyás király utca – Arany János utca – Margit utca – Futórózsa utca – Budapesti út – Mátyás király utca – Rákosi út – Füredi utca – Örs vezér tere M+H vá. |                                                          |

## Megállóhelyei
| 0  | Örs vezér tere M+H végállomás   | 34 | 10, 31, 32, 44, 45, 67, 85, 85E, 97E, 131, 144, 161, 161A, 161E, 168E, 169E, 174, 176E, 231, 276E, 277 80, 81, 82, 82A 3, 62, 62A 410, 419, 430, 440, 441, 484, 485, 486, 505, 508, 509, 510 1040, 1049, 1070, 1075, 1077, 1078 |
| 4  | Körvasút sor                    | 29 | 174 |
| 5  | Rózsa utca                      | 28 | 144, 174 419 |
| 6  | Batthyány utca                  | 26 | 144, 174, 277 419 |
| 7  | József utca                     | 25 | 92, 92A, 144, 174 419 |
| 9  | János utca                      | 24 | 144, 174 419 |
| 10 | Diófa utca (↓) Jávorfa utca (↑) | 23 | 144, 174 |
| 12 | Ida utca                        | 22 | 46, 146 |
| 12 | Mátyásföldi tér                 | 20 | 46, 146 |
| ∫  | Olga utca                       | 19 | 44 |
| 13 | Sasvár utca                     | ∫  | 44, 46, 146 |
| ∫  | Budapesti út                    | 19 | 44 |
| 15 | Margit utca                     | ∫  | 44, 46, 146 |
| ∫  | Sasvár utca                     | 18 | 44 |
| ∫  | Futórózsa utca                  | 17 | 44 |
| 16 | Centenáriumi lakótelep          | 16 | 44 |